# リンガ泊地
リンガ泊地（リンガはくち）は、シンガポールの南80浬のリンガ諸島とスマトラ島との間に設けられていた艦艇停泊地であり、第二次世界大戦中の大日本帝国海軍の根拠地としてトラック諸島と並んで重要であった。「リンガ作業地」という呼称も使われたことがある。

## 概要

### 位置
リンガ泊地と呼ばれた海域は、西にスマトラ島、東にリンガ諸島、その北にリオウ諸島を控えた一帯の海域を指し、リンガ諸島の中でも中心を成す面積約900km2のリンガ島は、付近の低平な島々と異なり、標高1,163mのリンガ山(Gunung Lingga)が山立ての良い目標となっている。泊地の広さは東西約10-20海里、南北約50海里あり、水深は平均して20-30メートルと浅く、最も深い場所で35尋（約63メートル）だった。海底はおおむね平らで起伏が少なかった。主要な艦隊投錨地はリンガ島寄りの海域と、その北に位置するセバンカ島西方の海域に設定されていた。

### 水路、海域
泊地に通じる主な水路は、シンガポール寄りのバタム島とビンタン島に挟まれたリオウ海峡、その西方に位置するズリアン海峡、東方にペンゲラップ水道、南方にはベルハラ海峡があった。リオウ海峡とペンゲラップ海峡は泊地とシンガポール、あるいはフィリピン、日本本土などと往来する艦艇の主要水路だった。西方のズリアン海峡と並んで、北方からは水路の複雑さや水深の関係もあってか敵潜水艦の侵入は不可能とされていた。一方、南方に開けたベルハラ海峡は複雑でない水路ゆえ、敵潜水艦の侵入に対する防備として海峡には磁気探知機が敷設、ベルハラ島には防備衛所が設置されていた。他の海峡にも防備衛所や見張所、機雷が配されていた。

### 利点と欠点
艦隊投錨地として使用された海域を除いても、泊地は敵潜水艦の襲撃を念頭に置かずに射撃、雷撃、艦隊運動、艦隊襲撃等の訓練が可能であったほどの面積を有していた。また、パレンバンの油田・製油所が近いため、大戦末期まで燃料補給に苦労しなかった。その他にも、連合国の主要航空基地からはいずれも遠い位置であり、大戦末期まで空襲の心配をする必要がなかったこと、近隣島嶼の人口が少なく艦隊の情報が漏れ出す懸念が少なかったことなど、シンガポールのセレター軍港に近いことも含め、泊地としての利点が多かった。
欠点としては、少なくとも1942年中旬からの一連のソロモン諸島の戦い、中部太平洋方面の戦いに対処するには、位置が偏りすぎていたことがあり、他にも赤道直下の位置にあることで無風かつ熱帯気候ゆえ、乗組員にとっては厳しい環境だった。娯楽・慰安施設の類もなく、高級将校は近在の島々でちょっとした狩猟を行い、その他一般の水兵は、ただ食べることがリンガ泊地での唯一の娯楽らしい娯楽だった。司令部では士気の低下を防ぐため、艦艇のセレター回航の折には乗組員のシンガポール島上陸を許可していた。

## 泊地の運用略史
リンガ泊地がいつごろから使用され始めたのかは定かではないが、1943年ごろからこの海域を担当していた第十六戦隊が訓練や各種作業に使用していた。同年9月22日に第十六戦隊司令部から発信されたリンガ泊地に関する電文では、リンガ泊地は「秘密艦隊泊地トシテ最適」であり、泊地近辺を防衛することは「是非共必要」なことで、これは同時に「間接ニ昭南ノ防衛トナル」とある（昭南はシンガポールのこと）。
リンガ泊地がにわかに脚光を浴びだしたのは1944年に入ってからである。2月17日のトラック島空襲前にトラック諸島を脱出した連合艦隊の有力艦艇は、パラオを一時的な根拠地としたあと、続々とリンガ泊地に集結していった。この頃、すでに日本本土の燃料事情は、燃料を輸送するタンカーが潜水艦によって撃沈されるなど徐々に逼塞しつつあり、日本に戻ったところで作戦用はおろか訓練用の燃料すら際どい状況だった。いわば、艦隊が燃料を求めに、リンガ泊地に移動してきたような格好となったのである。また、一時的に根拠地に使われたパラオは、3月末の大空襲で基地機能が壊滅していた。
2月中には戦艦長門、扶桑、空母翔鶴、瑞鶴、第四戦隊。第五戦隊、第七戦隊の重巡洋艦などが集結。3月に入ると戦艦金剛、榛名、空母大鳳が、5月には戦艦大和、重巡洋艦摩耶がそれぞれリンガ泊地に入り、それぞれ各種訓練や船団護衛、作戦に従事した。6月19日のマリアナ沖海戦を前にタウィタウィに進出した際には、おおむね上記の顔ぶれで進出した。
マリアナ沖海戦で敗れ、一旦呉に帰投した海戦参加の多くの艦艇は、それぞれ修理と整備を終えた後、各々リンガ泊地に向かった。戦艦武蔵、大和、長門、金剛などは沖縄に対する輸送作戦を行った後リンガ泊地に到着し、榛名はカムラン湾に寄港の後到着した。戦艦山城、扶桑も10月に入って到着。リンガ泊地の諸艦艇は、レイテ沖海戦のためにブルネイに進出する10月18日まで、再び訓練と整備に明け暮れた。福田幸弘は「リンガでの訓練約三か月は、近くのパレンバンの石油に恵まれていたため、一年分に相当する程のものであった」と回想している。
連合艦隊はマリアナ沖海戦に続きレイテ沖海戦でも敗れ、武蔵、扶桑などは失われ、大和や長門などの損傷艦は日本に帰投していった。これらと入れ替わるようにリンガ泊地に入ってきたのが、戦艦伊勢、日向、軽巡洋艦大淀など、レイテ沖海戦では小沢艦隊に属していたものや、レイテ沖海戦後に日本に戻らなかったものを中心とする艦艇である。この頃になると、人口が少なかったはずの近隣島嶼にスパイの影がちらつき始めた。この方面に残った艦艇はフィリピンの戦いに備えてリンガ泊地からカムラン湾に進出し、礼号作戦などを繰り広げた。
この時期、成都から作戦を行っていたB-29はしばしばシンガポールを空襲し、1945年に入るとアメリカ第38任務部隊が南シナ海に侵入して各地を空襲したが、いずれにおいてもリンガ泊地は無事だった。2月の北号作戦で伊勢、日向、大淀などが去っていくと、リンガ泊地を大艦隊の泊地として利用する機会は二度と訪れなかった。それでもリンガ泊地は、シンガポールやスマトラ島、ジャワ島などと同様、8月15日の終戦まで日本の勢力圏内にあった。